# Ласта (ђачки лист)
Ласта је ђачки лист који је почео да излази 1907. године у Сомбору. По неким подацима лист је излазио и 1908. и 1909. године, али нису сви бројеви сачувани.

## О часопису
Покретање часописа је припремано међу ученицима и зато се лист појавио тек у другом полугођу. Прва четири броја изашла су од 15. марта до 15. јуна 1907. године. Следећи број у новој школској години, означен поново бројем 1, појавио се 1. новембра 1907. године. Уредник није хтео да објављује радове потписане псеудонимима ако није знао тачно име, а нису објављиване ни љубавне песме пошто нису садржински одговарале часопису. Нису сачувани сви бројеви листа. Ласта је била могућност српских ђака да на свом језику и ћирилицом чувају свест о свом језику.
Уредник није унапред одредио сталне рубрике. Сваки број је дугачији, а то показује да је лист зависио од радова који су пристизали. Ласта је желела и да забави своје читаоце ребусима, загонеткама и коњичким скоковима. Ласта је кратко летела по сомборској Гимназији. Није успела да донесе прилоге веће и значајне књижевне вредности.

### О имену часописа
| „ | Овај се лист зове Ласта. А зашто баш Ласта. Зато што су се другови опозивали на Голуб, који у Сомбору излази. Нису баш Голуб хтели (да) даду име већ налик нато. Ја сам предлагао да другчије име дамо као н. пр. Српски ђак или тако још нешто, сад се већ не сећам, само толико знам, да је било, увек и Српски, Српско надимак, али то је њима здраво дугачко било, па нису хтели. И сад излази овај лист, хвала богу, већ III-ћа година. | ” |

### Уредници
Владимир Бајић и Богдан Гавриловић су били уредници Ласте, а одговорни уредник је био А. М. Велић.

#### Преводи
У часопису има доста преведених радова јер су ученици у Гимназији учили:
- мађарски
- грчки
- латински
- немачки

Са немачког језика Александар Гавриловић превео је алегоријску причу Три друга која поучава да човека једино добра дела неће изневерити. Јован Перић је са немачког превео поучну причицу Љубав дечија према родитељима. Са латинског је Јован Перић превео само Басну. Преводи нису допринели већој књижевној вредности листа.

#### Одговори уредништва
После првог броја, по угледу на листове за децу и омладину у Војводини (Голуб, Невен и Споменак), уредник уводи рубрику Одговори уредништва. Из једног одговора читаоцу види се да је Ласта дошла и до Гламоча, а има сарадника и из Београда. У одговорима је и уредников наговештај о намери да лист учини богатијим и разноврснијим, да има више сарадника и да тиме подстиче ученике на стваралаштво.

### Сарадници
- Богдан Гавриловић
- Александар Гавриловић
- Миливој Паланачки
- Самуило Маширевић
- Ђурица Цветковић
- Тодор Симендић
- Ненад Благојевић
- Никола Радомиров
- Дане Стевић
- Даница Блажић Попова
- Јован Ковачев

## Штампарије
Прво се лист штампао у штампарији Владимира Бајића, а касније у штампарији Милутина Бикара и другова.